# イランの風力発電

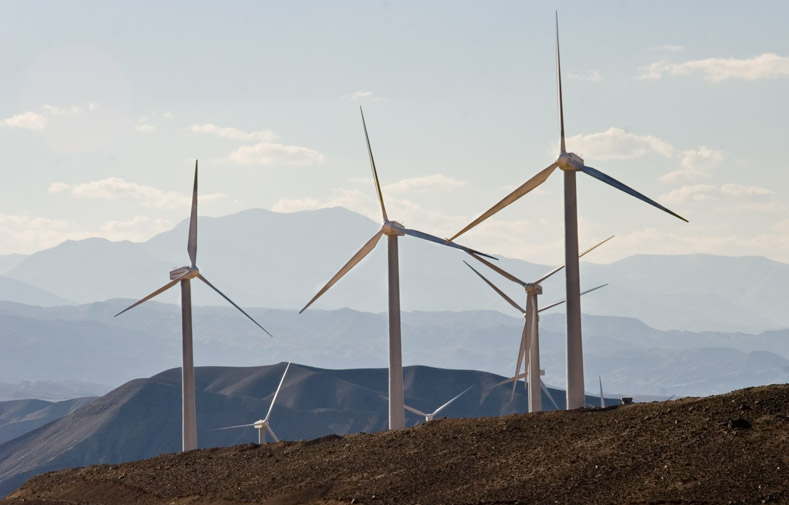
エネルギー源の多様化に向けた試みとしていくつかの地域に風力発電施設が建設されている。これはManjil近郊のもの。

イランの風力発電ではイランにおける風力発電について説明する。

## 概要
近年この分野での成長が続いており、ほぼ毎年風力発電を増強する計画を持っているとされる。イランは中東唯一の風力原動機の生産拠点となっている。
2006年には世界で30位に当たる45メガワットを発電しており、これは2005年の32メガワットから40%以上向上している。2004年時点で国内の総発電容量33000MWのうち25MWが風力発電によるものであった。2008年にはギーラーン州のManjilとラザヴィー・ホラーサーン州のBinaloudの発電施設が発電をはじめ、発電容量は128MWに向上した。イランは2009年までに風力で130MWの発電容量を持つようになった。
イランは世界風力エネルギー協会の会員である。

## 註
1. ↑  Iran, sole producer of wind turbine in Middle East
2. ↑  Iran to construct 2000 MW in renewable energy capacity, much from biomass : Biomass Digest - biofuels, biodiesel, ethanol, algae, jatropha, green gasoline, green diesel, and b...
3. ↑  IR : Iran Announces New Renewable Energy Facilities - General news news
4. ↑  http://www.iran-daily.com/1388/3482/html/economy.htm#s400458